# Longós (Paxí)
Longós (grec moderne : Λογγός) est une localité située dans le dème de Paxí, dans le district régional de Corfou, dans la périphérie des Îles Ioniennes, en Grèce.
Selon le recensement de 2021, elle compte 74 habitants.
Dans la baie de Longos dans le nord du village se trouvent les vestiges d'une ancienne usine construite à la fin du XIXe siècle par les frères Stefanos et Ioannis Anemogiannis (un médecin). Elle fonctionnait initialement comme une presse à olives. Elle couvrait une surface d'environ 1 800 m2 et comprenait un bâtiment industriel, des bâtiments auxiliaires, des entrepôts et une cheminée industrielle d’une hauteur de 24 m, le tout sur un terrain de 3 500 m2 acheté par la famille Anemogiannis en 1874. Après la mort de Stefanos Anemogiannis en 1910, son fils Spyros Anemogiannis, chimiste, lui succède. Après la mort de Ioannis Anemogiannis, la deuxième période d'expansion de l'usine commence en 1932-1935, au cours de laquelle l'usine fonctionne également comme une raffinerie, un moulin à huile et une fabrique de savon, et elle produit également du cognac qu'elle embouteille. En 1964, un incendie détruit toute la section de séchage de l'usine et les entrepôts adjacents ; un autre incendie éclate en 1966. En 1979, elle n'emploie plus que quelques ouvriers. Elle ferme ses portes dans les années 1980.Elle est achetée en 1985 par des particuliers, revendue en 2006 et n'est toujours pas utilisée en 2021.